# Östra Utsjö
Östra Utsjö ist ein Ort (Småort) in der südschwedischen Provinz Dalarnas län und der historischen Provinz Dalarna.
Der Ort liegt am Västerdalälven etwa fünf Kilometer südlich von Malung, dem Hauptort der Gemeinde. Durch Östra Utsjö führt der Riksväg 66 als Europastraße 16. Östra Utsjö hatte einen Bahnhof an der Västerdalsbana.
Erstmals 2015 taucht Östra Utsjö als Småort auf, damit muss die Einwohnerzahl bisher immer unter 50 gelegen haben.